# Dekanat Acher-Renchtal
Das Dekanat Acher-Renchtal ist seit der Dekanatsreform ab dem 1. Januar 2008 eines von 26 Dekanaten in der römisch-katholischen Diözese Freiburg.

## Geschichte
Mit der Dekanatsreform zum 1. Januar 2008 wurde das Dekanat Acher-Renchtal als eines von 26 Dekanaten in der römisch-katholischen Erzdiözese Freiburg errichtet. Sitz des Dekanats Acher-Renchtal ist Achern. Das Dekanat bildet zusammen mit den Dekanaten Lahr und Offenburg-Kinzigtal die Region Ortenau des Erzbistums Freiburg.
Von ursprünglich acht Seelsorgeeinheiten im Dekanat Acher-Renchtal verringerte sich deren Anzahl durch Zusammenlegungen bis zum 1. Januar 2015 auf sechs.

## Gliederung
Das Dekanat Acher-Renchtal gliedert sich in die folgenden sechs Seelsorgeeinheiten:
| Seelsorgeeinheiten | zugehörige Pfarreien und Filialen |
| ------------------ | --- |
| SE Achern          | Unserer Lieben Frau (Achern), St. Bernhard (Fautenbach), St. Nikolaus (Gamshurst), St. Martin (Großweier), St. Roman (Mösbach), St. Stefan (Oberachern), St. Josef (Önsbach) und St. Johannes d.T. (Wagshurst)                                                                                                 |
| SE Achertal        | St. Nikolaus (Kappelrodeck), St. Albin (Waldulm), St. Anna (Ottenhöfen), Herz Jesu (Seebach) |
| SE Lauf-Sasbachtal | St. Brigitta (Sasbach), St. Leonhard (Lauf), Hl. Dreifaltigkeit (Sasbachwalden), St. Konrad (Obersasbach), und St. Antonius (Sasbachried) |
| SE Oberes Renchtal | St. Johannes Baptist (Oppenau), St. Peter und Paul (Bad Peterstal), St. Antonius (Bad Griesbach) |
| SE Oberkirch       | St. Cyriak (Oberkirch), St. Wendelin (Bottenau), St. Aloisius (Haslach), Mariä Krönung (Lautenbach), St. Sebastian (Nußbach), St. Jakobus (Ödsbach), St. Wendelin (Ringelbach), St. Wendelin (Stadelhoden), St. Urban (Tiergarten), St. Josef (Zusenhofen) Weitere Kirchen und Kapellen: St. Josef (Oberkirch) |
| SE Renchen         | Hl. Kreuz (Renchen), St. Mauritius (Ulm), St. Anastasius und hl. Edith Stein (Erlach) |